# Gallerian
Gallerian är namnet på ett övertäckt köpcentrum i stadsdelen Norrmalm i Stockholms innerstad. Anläggningen omfattar inte bara själva köpstråket utan består av fem fastigheter i kvarteret Trollhättan. Gallerian är belägen i den kommersiella mittpunkten i Stockholms city, med huvudentré från Hamngatan. Den byggdes 1972–1976 och nyinvigdes efter en omfattande renovering 2004. Gallerian var det första större inomhuscentrumet i Stockholms innerstad och har sedan följts av flera. Det var i och med etableringen av Gallerian i Stockholm som "galleria" kom att bli ett uttryck för inglasade köpcentrum.
Fastighetsägare är Stockholms stad som sedan 1998 upplåter fastigheten med tomträtt till AMF fastigheter. Åren 2010–2011 genomgick Gallerians södra del och undre våning en ombyggnad som etappvis stod klar under 2011. Norra delen och flera av de stora kontorshusen runt Gallerian renoverades åren 2017 till 2019.

## Geografi

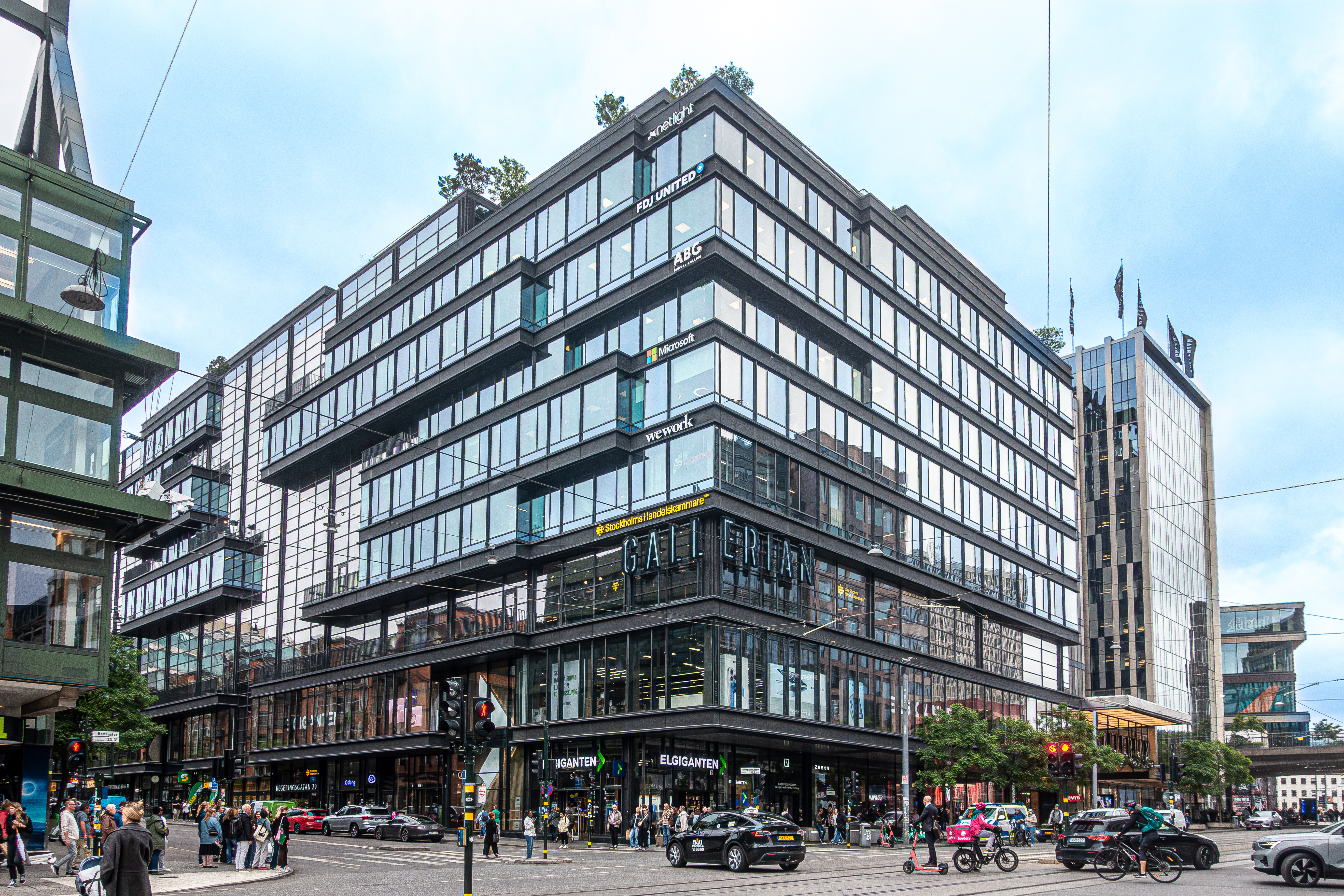
Gallerian i Stockholm i juni 2025.

Gallerian är belägen där Norra Smedjegatan tidigare låg. Det avgränsas av Hamngatan, Regeringsgatan, Jakobsgatan och Malmtorgsgatan - Brunkebergstorg. Anläggningen är cirka 260 meter lång och täcker fyra tidigare kvarter. Gallerian angränsar via den underjordiska Sergelgången, tidigare Hästskogången till varuhuset NK på andra sidan Hamngatan.

## Historik

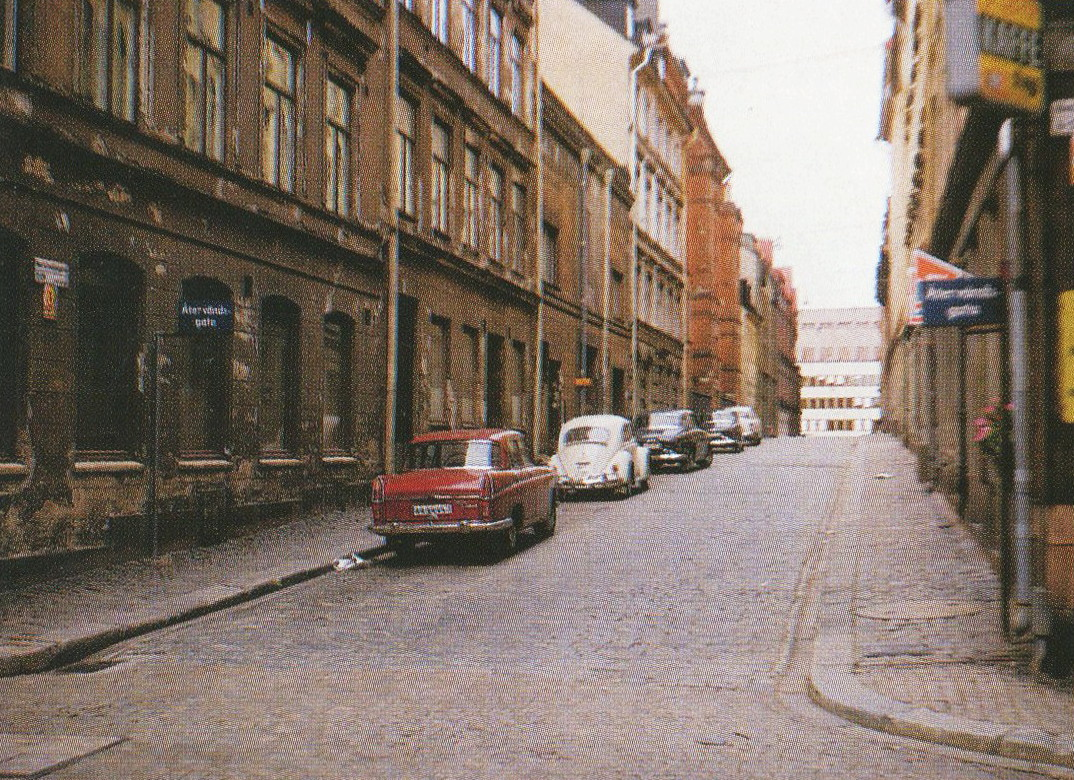
Norra Smedjegatan, 1966.

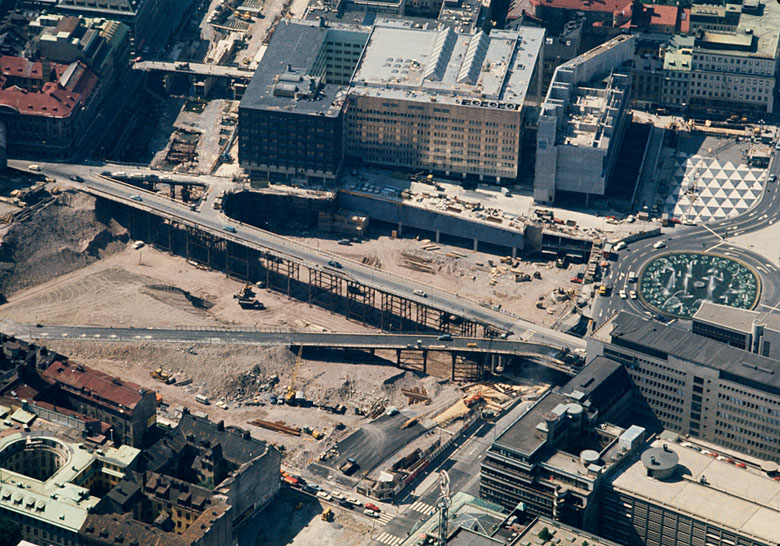
Gallerians byggrop (norra del), juli 1970.

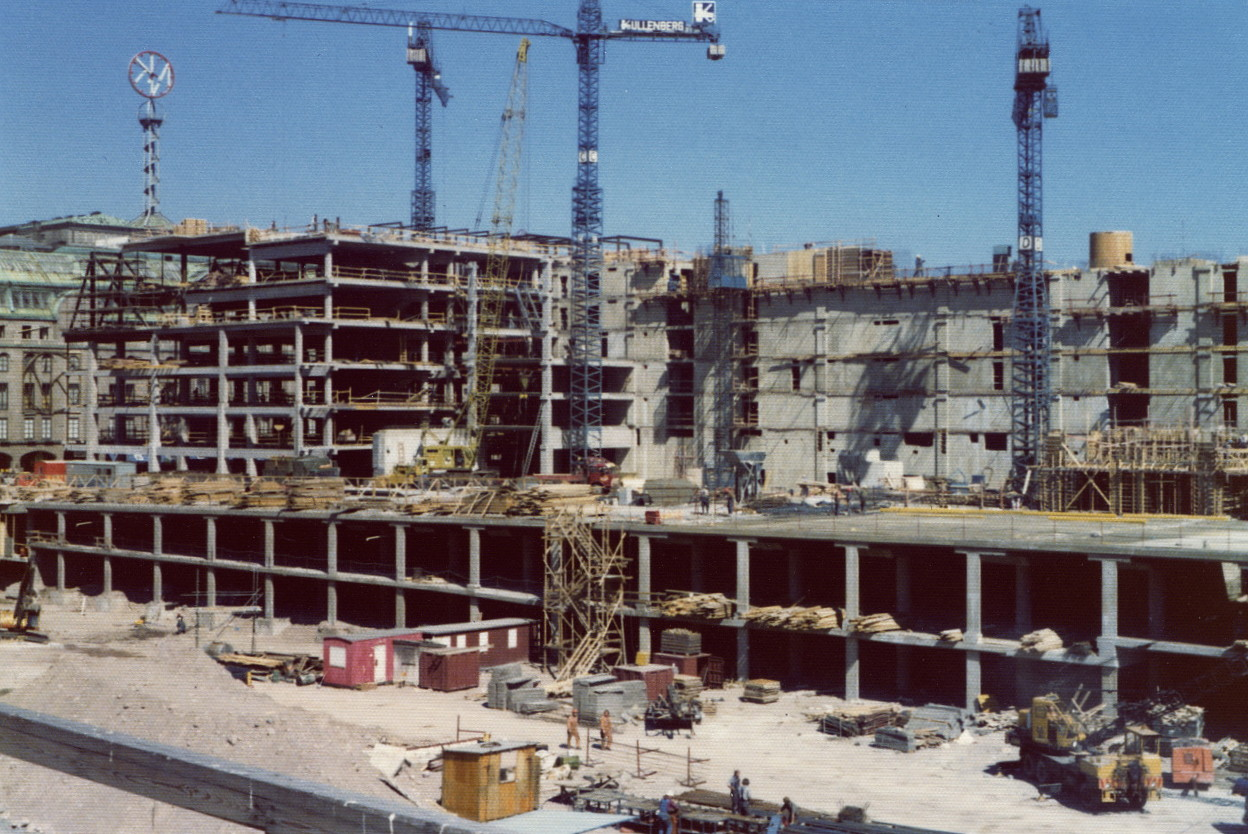
Gallerian under uppförande, maj 1974.

I samband med Norrmalmsregleringen genomfördes på 1950- till 1970-talen stora förändringar i Stockholms innerstad. Ett av de sista projekten var breddning och nybyggnad av stadskvarteren längs Hamngatans södra sida och Norra Smedjegatan. 
När rivningarna av Norra Smedjegatan och kringliggande kvarter började 1967 fanns det 45 olika tomter med lika många hus inom det område som idag rymmer Gallerian. Redan 1929 föreslog arkitekten Tage William-Olsson att det skulle byggas en övertäckt butiksgata efter italiensk förebild i samma läge som dagens Gallerian, alltså i Norra Smedjegatans sträckning. 1967 började rivningen av Norra Smedjegatan med kringliggande kvarter för genomförandet av projekt Storviggen. 
Bebyggandet av dåvarande kvarteret Storviggen (idag Trollhättan) betraktas som en av de sista etapperna i omdaningen av nedre Norrmalm. Den 27 maj 1968 presenterade arkitekten Sune Malmquist en skiss, och 1969 en modell som sedermera utvecklades till det köpcentrum som sedan byggdes. Efter ett 1967 sprucket hotellprojekt gavs 1974 bygglov för att uppföra stommen till två källarvåningar i hela kvarteret. I ansökningshandlingarna uppges arkitekten vara Storviggen arkitektkontor, med bifogade ritningar gjorda av Malmqvist och Skoogh Arkitektkontor AB. De två källarvåningarna inrymde parkeringsgarage i det nedre källarplanet med plats för ca 475 bilar och teknikutrymmen. Övre källarplan inrymde tunnelbanehall, spärrhall, Pressbyråkiosk, offentlig toalett, butikslokaler, personalutrymmen för ovanliggande kontor samt lokaler för Auktionsverket.
Byggherrar för de individuellt utformade fem byggnadskropparna var Sparbankernas bank AB, Byggnadsfirman Ohlsson och Skarne, Byggmästare i Stockholm Gemensamma Byggnads AB samt Förvaltningsaktiebolaget Holmia AB. De fem byggnadskropparna i kvarteret bands samman av ett tak med lanterniner placerade över mitten av kvarteret. I utrymmet mellan husen, som före cityomvandlingen utgjordes av Norra Smedjegatan, bildades en galleria med butikslokaler, restauranger och öppna ytor för allmänheten att vistas i.
Tre olika arkitektbyråer var delaktiga i arbetet med att rita kvarteret: VBB ritade husen mot Hamngatan, Boijsen & Efvergren ritade den del som ligger mot Malmskillnadsgatan och Brunkebergstorg, och som innehöll Sparbankernas bank (Swedbanks nuvarande huvudkontor) och Sveriges Investeringsbanks huvudkontor. Malmquist & Skoogh ritade det södra huset utmed Regeringsgatan. Under en period försökte byggherrarna samordna arkitektarbetet till det gemensamma "Storviggens arkitektkontor" men samarbetet avbröts snart och arkitekterna återgick till sina respektive kontor. Flera olika byggföretag (bland dem Ohlsson & Skarne, BGB i Stockholm AB och Folke Ericsson) medverkade i bygget. Första etappen invigdes 1976 och den andra 1977.

## Ombyggnad
Under åren 2003 och 2004 genomgick Gallerian en omfattande modernisering och tillbyggnad. Arbetet indelades i etapper och genomfördes under pågående handel med ett byggstopp under julhandeln. Syftet med ombyggnaden var att säkerställa Gallerian som en attraktiv framtida handelsplats mitt i city. Designmässigt har målsättningen varit att skapa ett offentligt rum med karaktär av ljus och luftig stadsgata i Gallerians hela längd. År 2005 hade Gallerian 14 miljoner besökare och sysselsatte cirka 750 personer. Ansvarig arkitekt för moderniseringen var Wester + Elsner Arkitekter.

Gallerians huvudstråk genom tiden
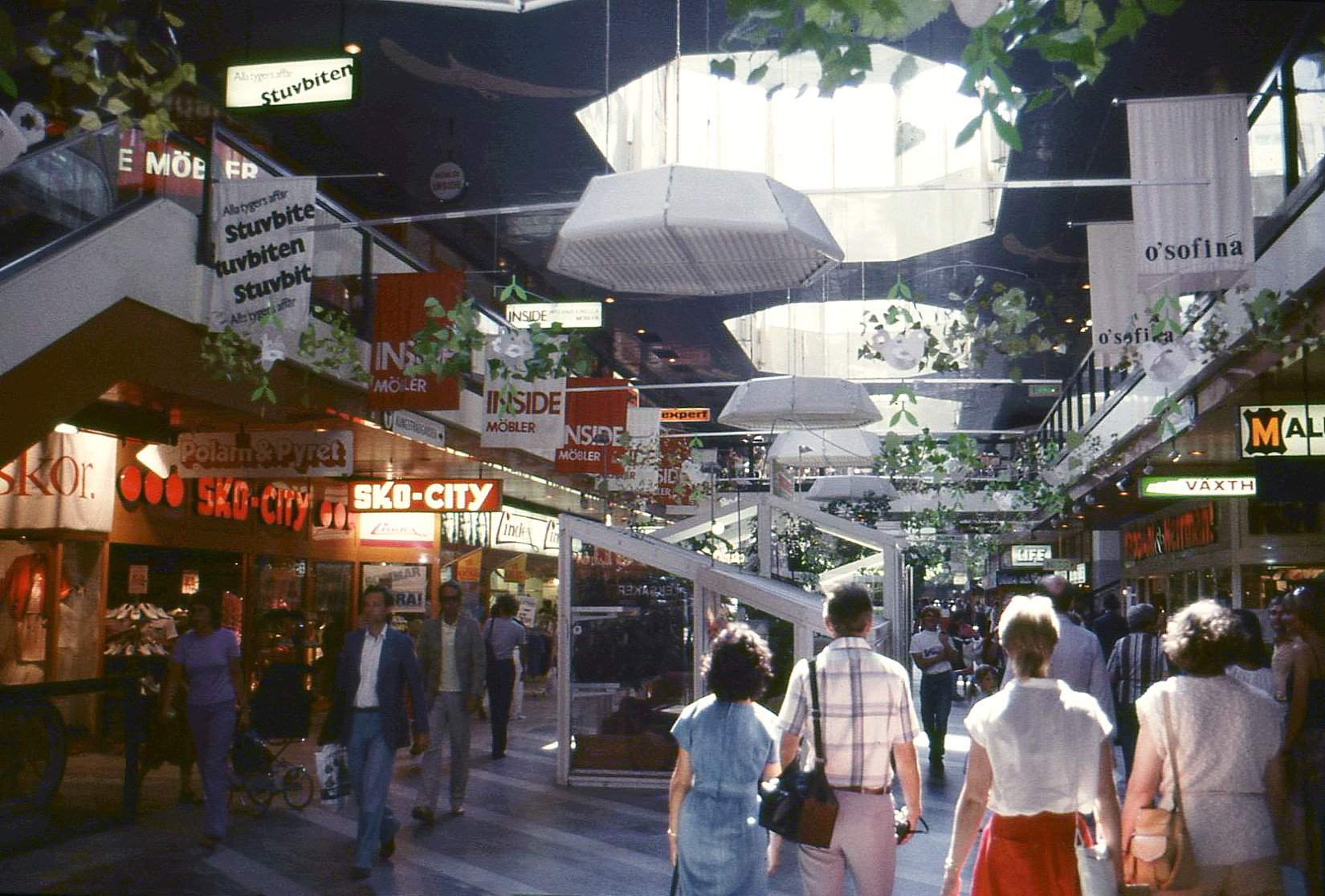
Gallerian 1978 (vy söderut)
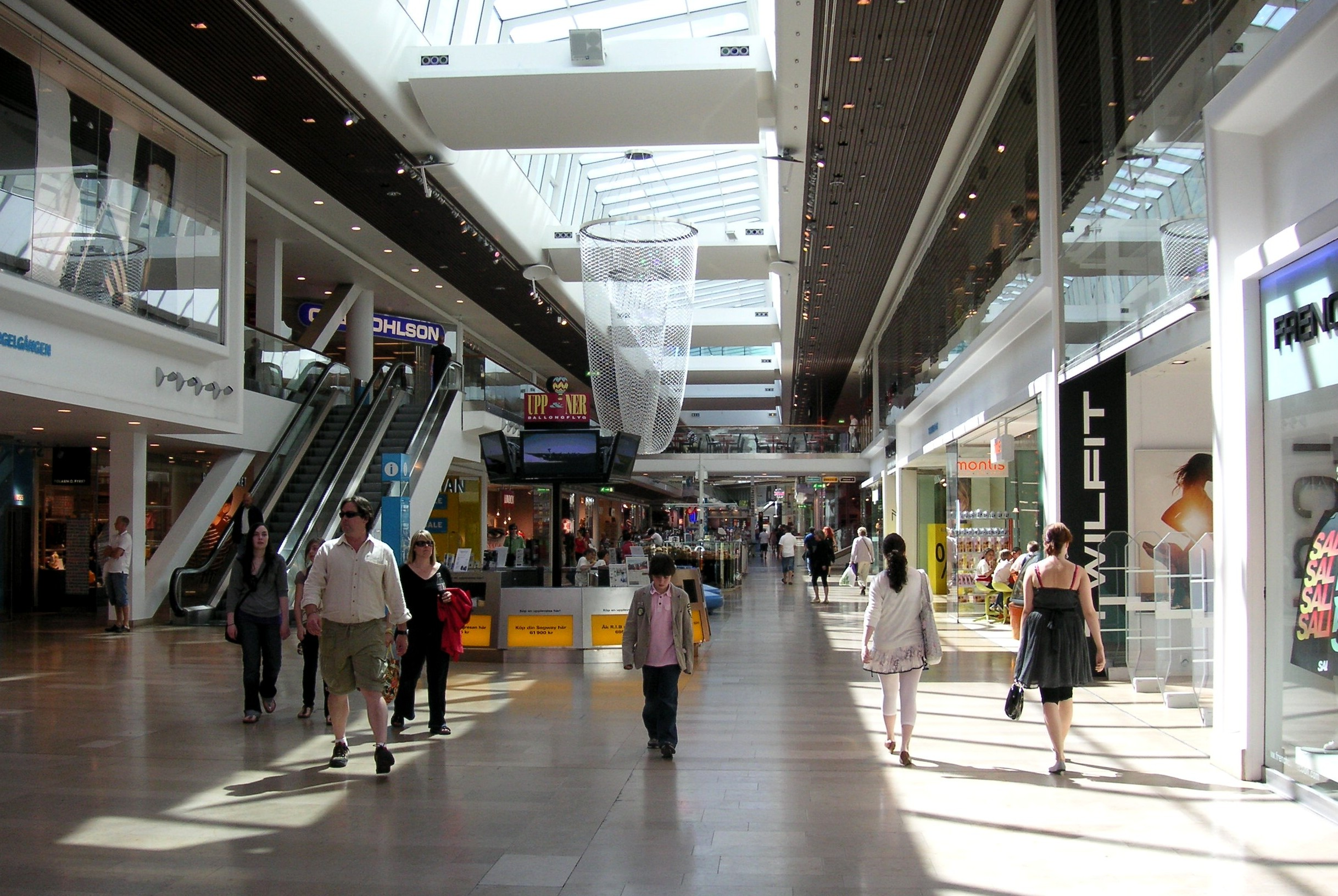
Gallerian juni 2008 (vy söderut)
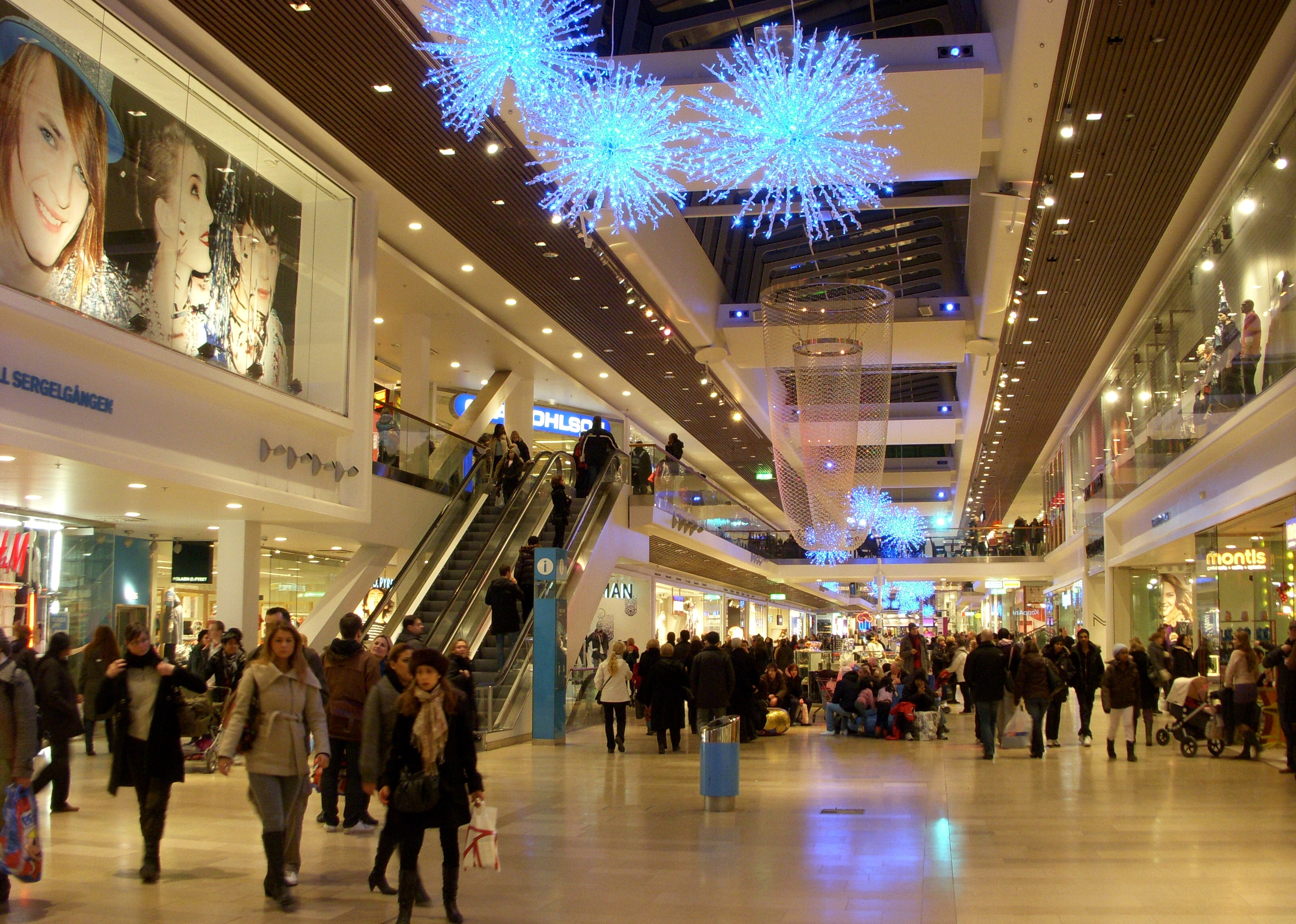
Gallerian 1:a advent 2008 (vy söderut)
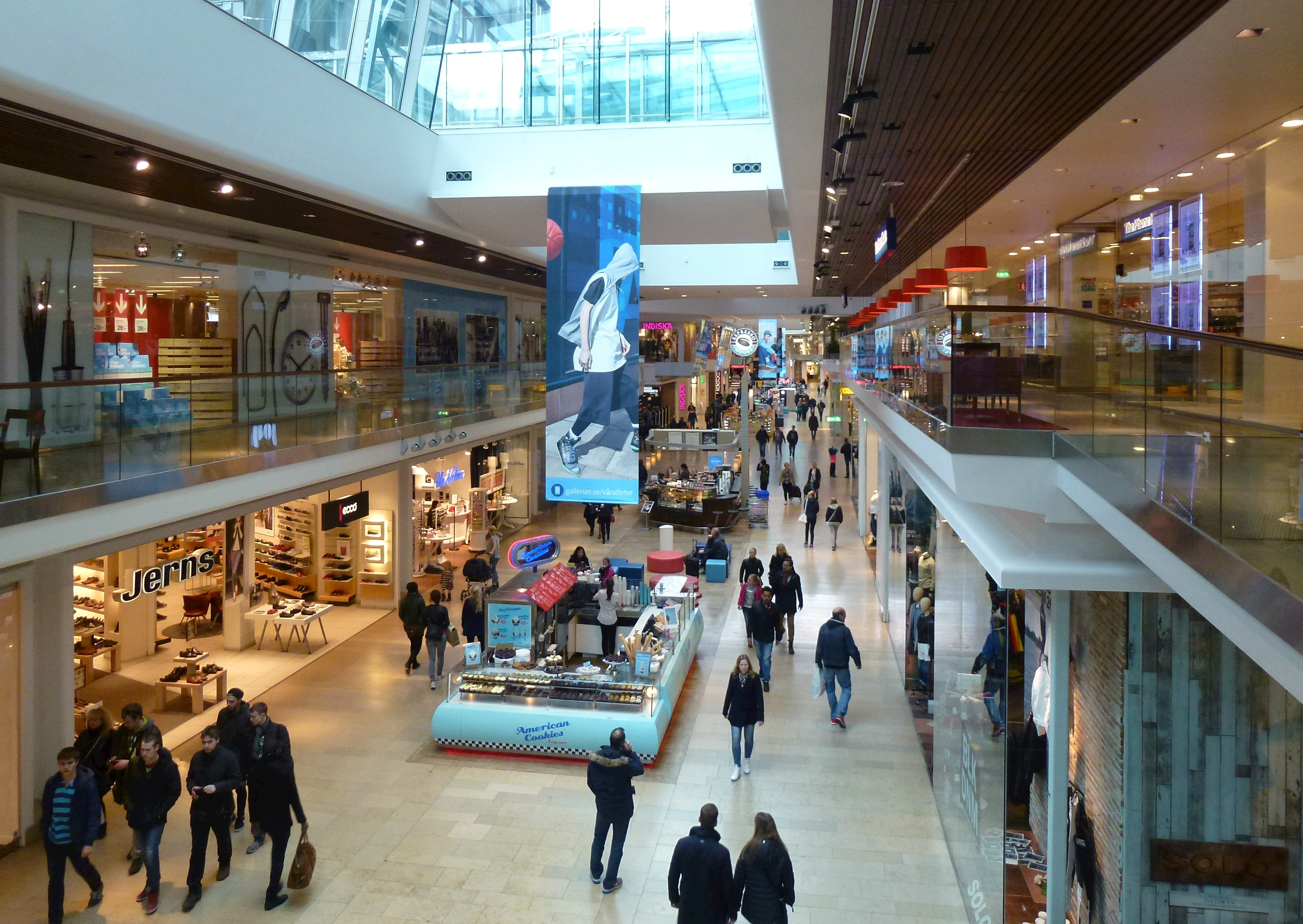
Gallerian 2014 (vy söderut)
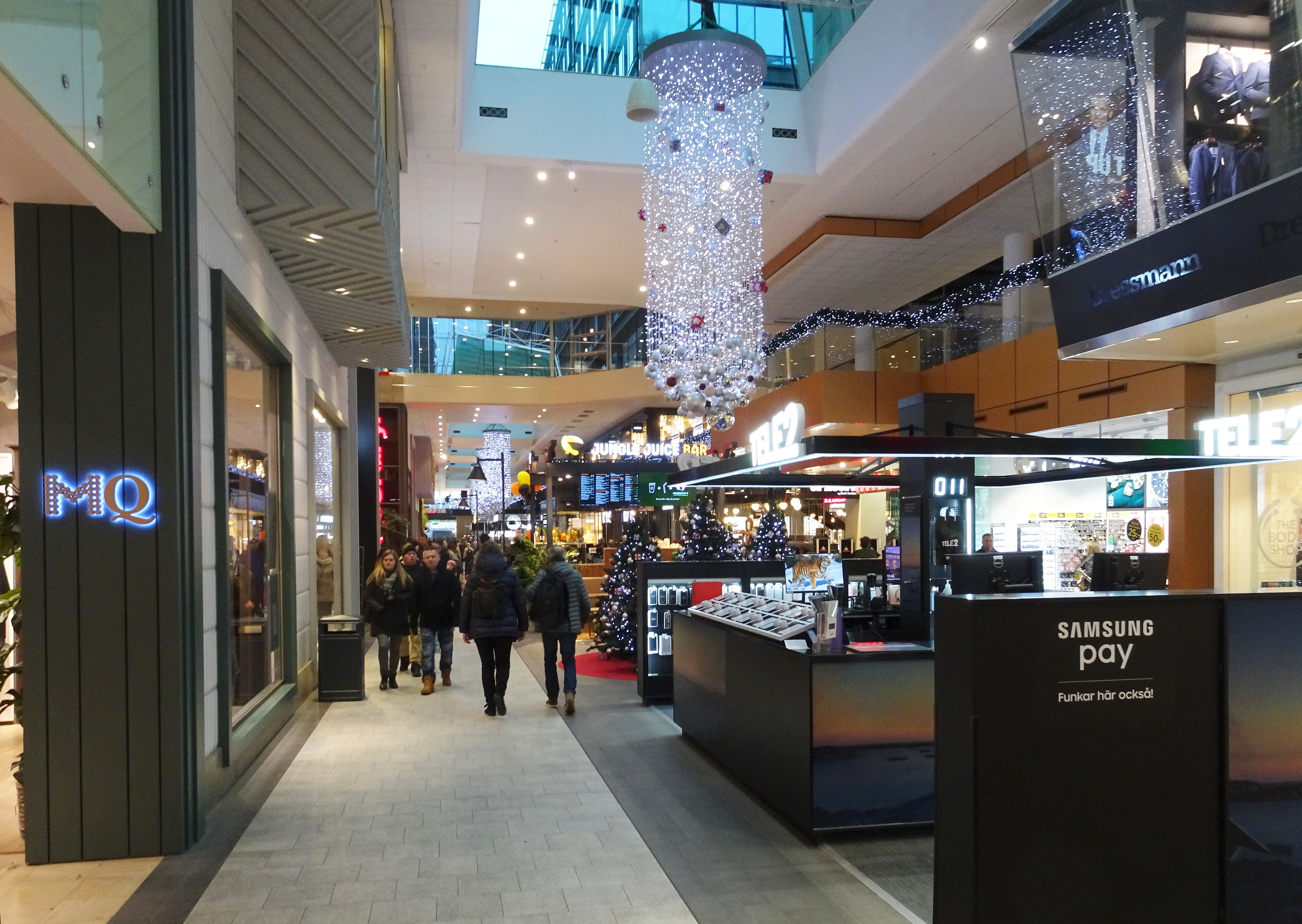
Gallerian 2019 (vy norrut)

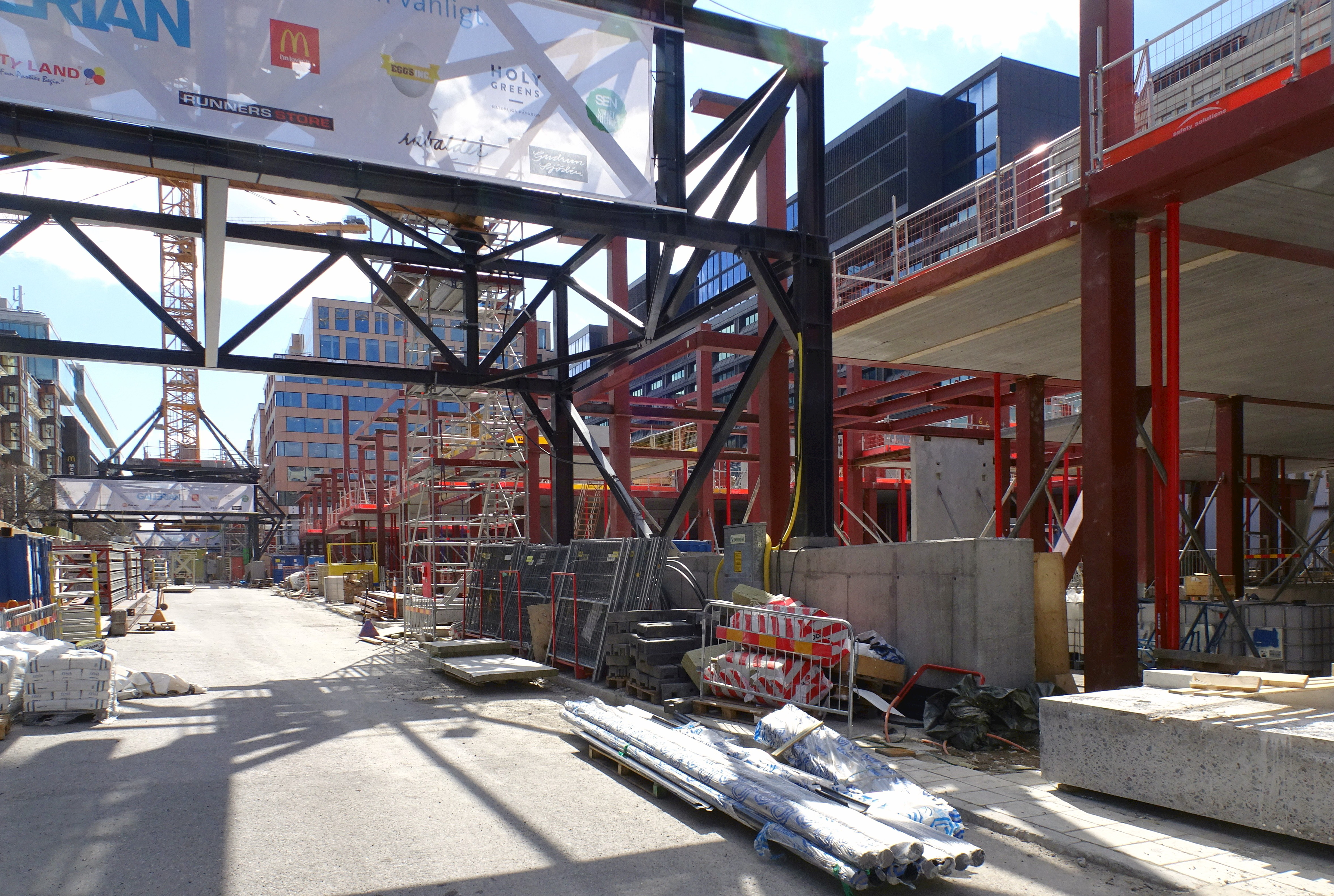
Ombyggnad av Trollhättan 30, april 2017.

År 2015 inledde AMF Fastigheter en omfattande omdaning av kvarteret kring Regeringsgatan, Hamngatan, Malmskillnadsgatan och Jakobsgatan mitt i centrala Stockholm. Den totala ombyggnationen med en area på 130 000 kvadratmeter stod klart 2019 och kvarteret går idag under namnet Urban Escape.  
Kvarteret Urban Escape består av handelsplatsen Gallerian, fem kontorsfastigheter - Trollhättan 29, 30, 31, 32 och 33, samt fyra gator och ett torg. Kvarteret rymmer även de två designhotellen At Six och HOBO, taklandskapet Stockholm under stjärnorna, restauranger och barer som TAK, At Six Dining Room och Hosoi samt bostäder.

## Kommunikationer
Kungsträdgårdens tunnelbanestation har en entré i Gallerians södra ände och T-Centralen ligger på gångavstånd. Flera busslinjer stannar i Gallerians omedelbara närhet, bland annat vid Kungsträdgården och Gustav Adolfs torg.

## Gallerians fastigheter
Gallerian omfattar inte bara själva köpstråket utan består av fem fastigheter i kvarteret Trollhättan vilka ägs av tomträttshavaren AMF fastigheter och marknadsförs som Urban Escape Stockholm. 
- Trollhättan 29, Malmskillnadsgatan 32
- Trollhättan 30, Regeringsgatan 25–29
- Trollhättan 31, Regeringsgatan 13–21
- Trollhättan 32, Malmskillnadsgatan 6
- Trollhättan 33, Brunkebergstorg 4–10

Gallerians fem fastigheter
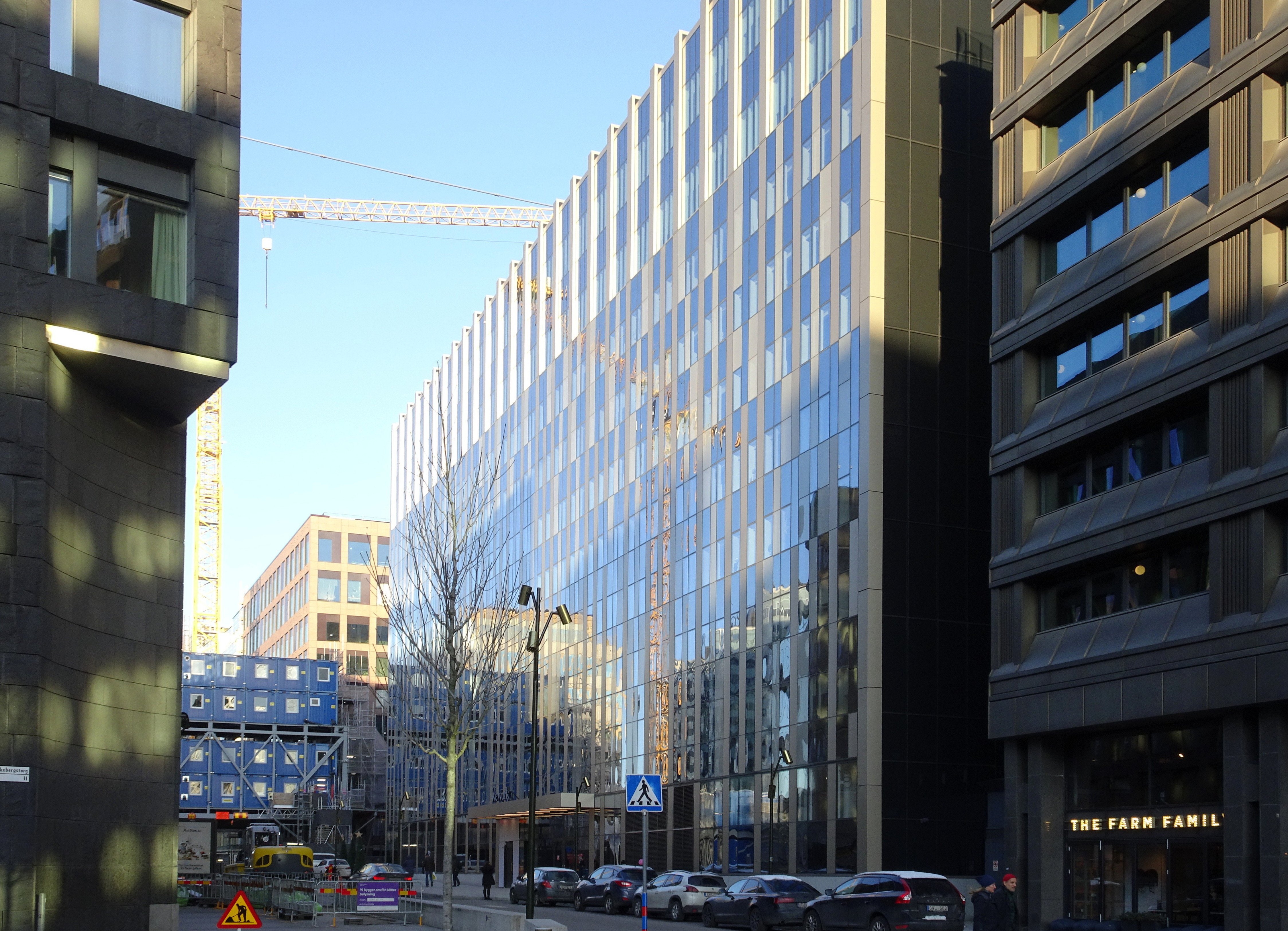
Trollhättan 29 (Hus C)
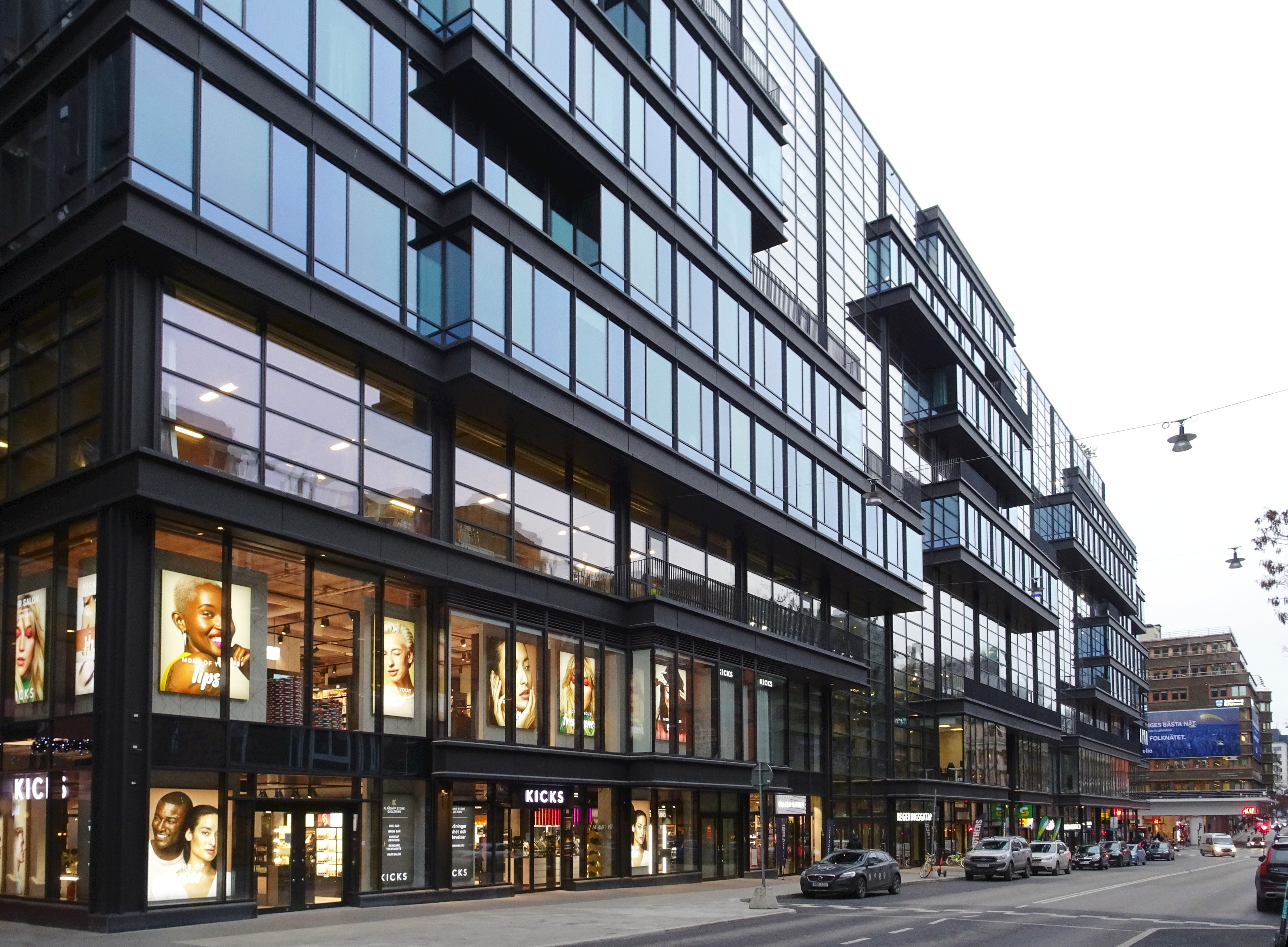
Trollhättan 30 (Hus D)
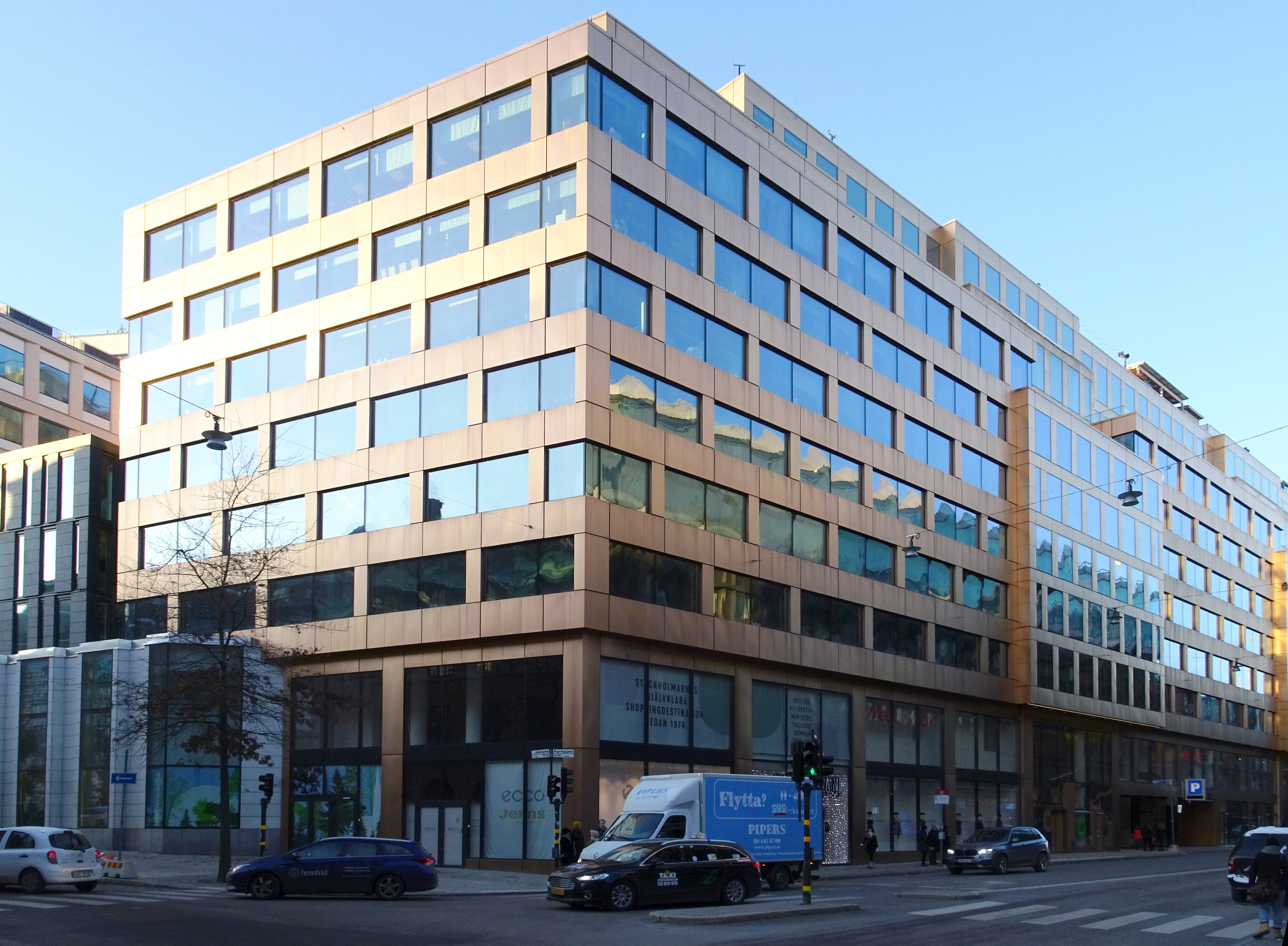
Trollhättan 31 (Hus E)
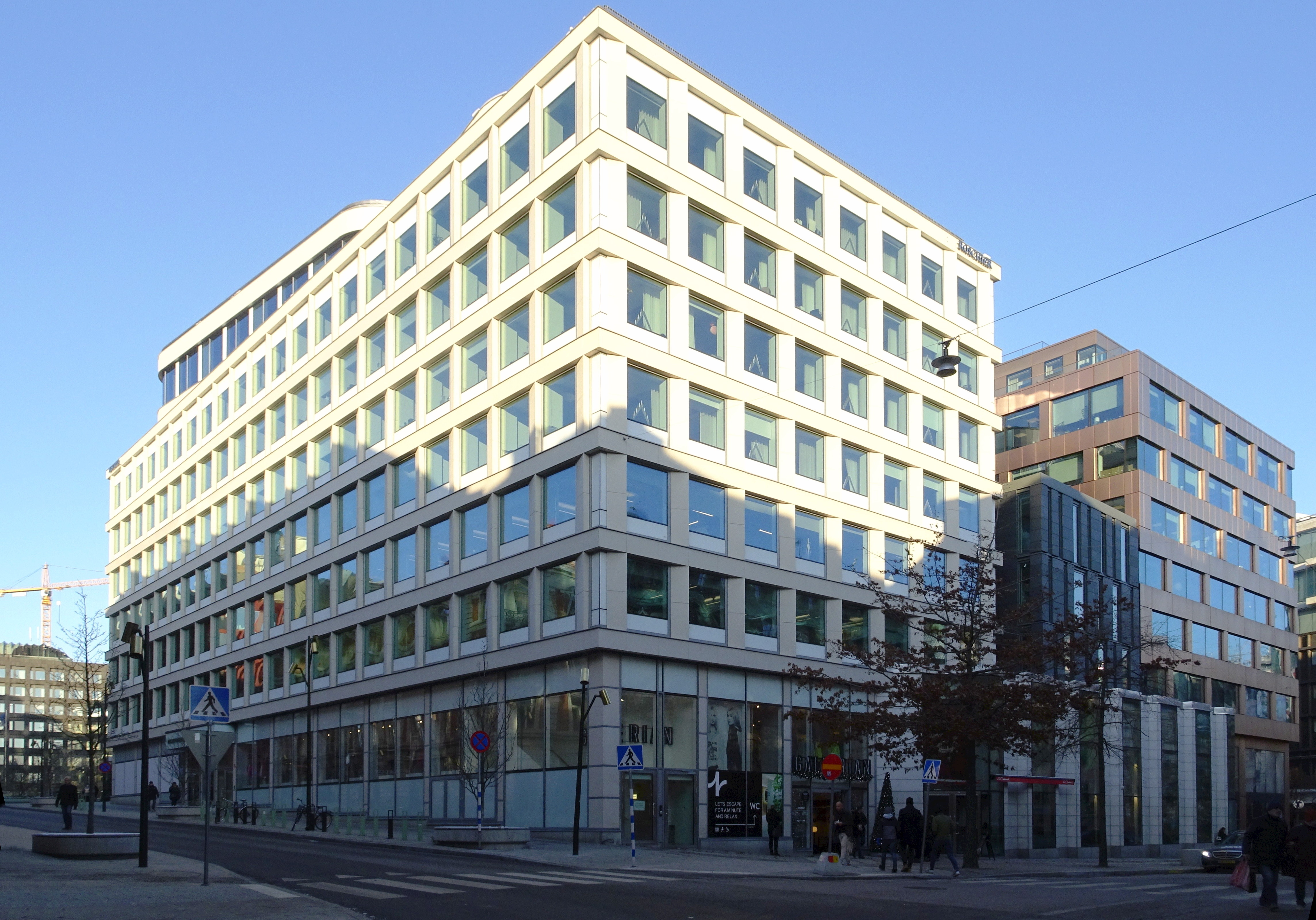
Trollhättan 32 (Hus F)
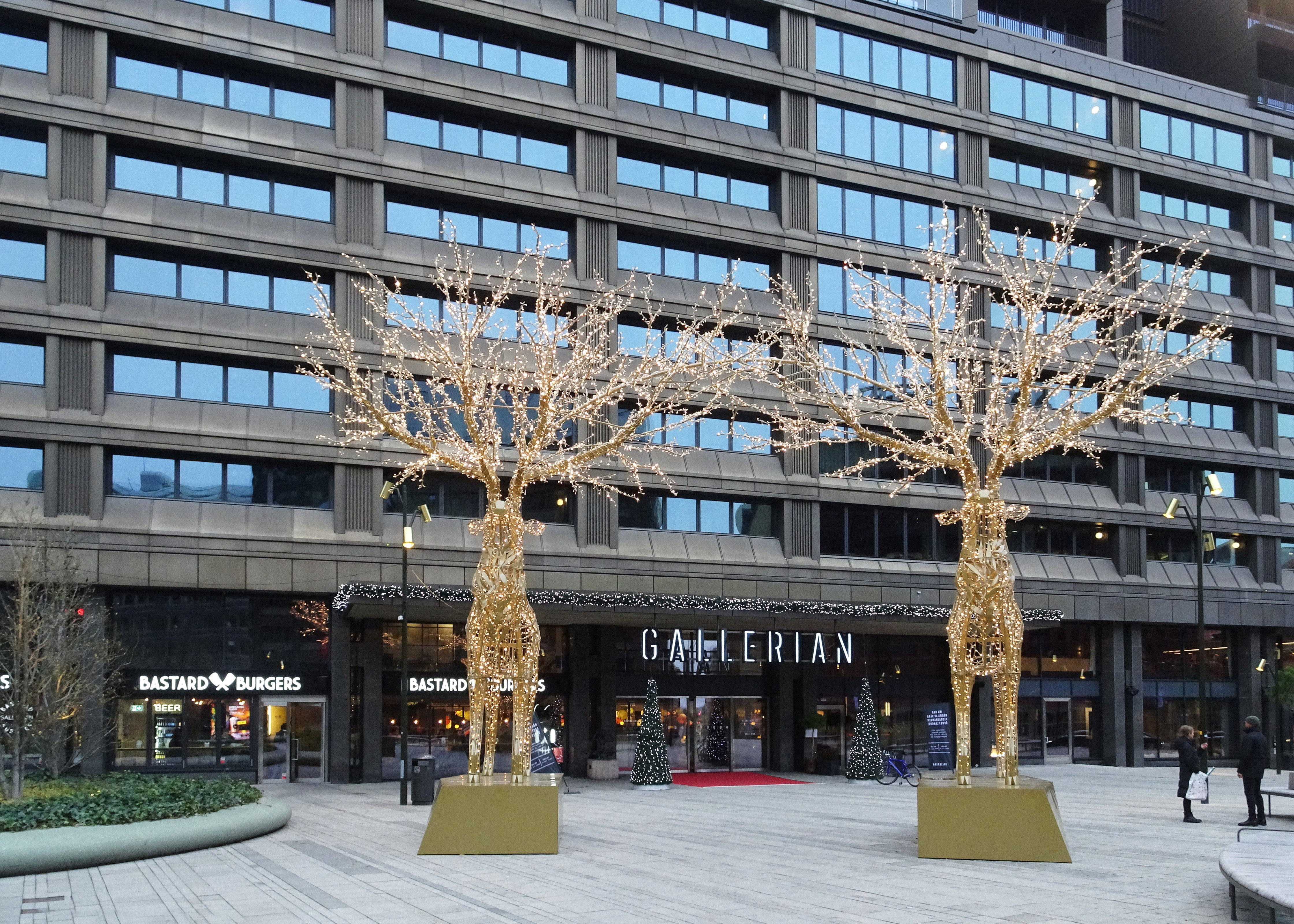
Trollhättan 33 (Hus H)